# Тоди (коммуна)
То́ди (итал. Todi) — город в Италии, расположен в области Умбрия, подчиняется административному центру Перуджа.
Население составляет 17 075 человек (на 2004 год), плотность населения составляет 74 чел./км². Занимает площадь 223 км². 
Почтовый индекс — 6059. Телефонный код — 075.
Покровителем населённого пункта почитается Фортунат из Тоди, день памяти ежегодно отмечается 14 октября.
В окрестностях городка родился Папа Римский Мартин I, почитаемый, как святой, Православной и Католической Церковью.